# Burłuk
Burłuk (ros. Бурлук) – wieś w Rosji, w obwodzie wołgogradzkim, w rejonie kotowskim. W 2021 liczyła 589 mieszkańców.